# Gunhild Øyangen
Gunhild Elise Øyangen (* 31. Oktober 1947 in Levanger) ist eine norwegische Politikerin der sozialdemokratischen Arbeiderpartiet (Ap). Sie war von 1986 bis 1989 sowie erneut von 1990 bis 1996 die Landwirtschaftsministerin ihres Landes und von 1989 bis 2005 Abgeordnete im Storting.

## Leben
Gunhild Øyangen war in der Zeit von 1972 bis 1981 als Lehrerin an verschiedenen Schulen tätig, im Jahr 1975 schloss sie ihr Studium ab. 1981 begann sie auf dem Bauernhof ihrer Eltern in Agdenes zu arbeiten.
Øyangen war von 1983 bis 1987 Abgeordnete im Fylkesting der damaligen Provinz Sør-Trøndelag. Ab 9. Mai 186 wurde sie zur Landwirtschaftsministerin in der Regierung Brundtland II ernannt, sie blieb dabei bis zum Abritt der Regierung am 16. Oktober 1989 im Amt. Bei der Parlamentswahl 1989 zog sie erstmals in das norwegische Nationalparlament Storting ein. Dort wurde sie zunächst stellvertretende Vorsitzende des Landwirtschaftsausschusses, was sie bis November 1990 blieb. Anschließend wurde sie am 3. November 1990 erneut zur Landwirtschaftsministerin ernannt, dieses Mal für die Regierung Brundtland III. Sie behielt ihr Amt nun bis zum 25. Oktober 1996. In ihrer Zeit als Ministerin kämpfte sie für den Beitritt Norwegens zur Europäischen Union.
Anschließend kehrte sie in das Storting zurück, nachdem sie während ihrer Mitgliedschaft in der Regierung ihr Mandat ruhen lassen musste. Sie wurde Teil des Sozialausschusses, dessen Vorsitzende sie bis zur Wahl 1997 war. Anschließend war sie bis 2001 die stellvertretende Vorsitzende, bevor sie in ihrer letzten Legislaturperiode zwischen 2001 und 2005 Mitglied im Außenausschuss war. In der Zeit von Oktober 1996 bis September 2001 war Øyangen zudem Teil des Fraktionsvorstandes der Arbeiderpartiet-Gruppierung.
Für die Legislaturperiode von 2017 bis 2021 ist sie sogenannte Vararepresentantin im Storting, also eine Ersatzabgeordnete.